# Lily Gladstone
Pour les articles homonymes, voir Gladstone.
Lily Gladstone est une actrice américaine, née le 2 août 1986 à Browning (Montana).

## Biographie

### Origines et formation
Lily Gladstone naît à Browning dans l'État du Montana. Elle a des origines autochtones, notamment de la tribu des Nimíipuu et des Pikunis. Durant son enfance, sa famille quitte la Réserve indienne des Pieds-Noirs pour des raisons économiques et s'installe à Seattle. Lily s’inscrit à des cours de théâtre, suit les cours de l'université du Montana et obtient une licence en beaux-arts.

### Carrière
Lily Gladstone commence sa carrière d'actrice en 2012 avec un rôle de figuration dans la comédie dramatique Jimmy P. (Psychothérapie d'un Indien des Plaines) (Jimmy P: Psychotherapy of a Plains Indian) d'Arnaud Desplechin. En 2013, elle joue dans le drame Winter in the Blood d'Alex et Andrew J. Smith réalisé d'après le roman éponyme de l'écrivain James Welch.
En 2016, elle incarne Jamie, jeune femme solitaire et introvertie, qui tombe amoureuse d'une jeune avocate (jouée par Kristen Stewart) dans le drame Certaines femmes (Certain Women) de Kelly Reichardt. Elle remporte de nombreux prix aux États-Unis pour ce rôle,.
En 2023, elle est à l'affiche du drame Killers of the Flower Moon de Martin Scorsese aux côtés de Leonardo DiCaprio et de Robert De Niro.
Lors du Festival de Cannes 2024, elle est membre du jury de la compétition officielle.

### Vie privée
Lily Gladstone utilise les pronoms she et they mais n'est pas two spirit,. Lily Gladstone explique en 2023 : « Dans la plupart des langues autochtones, y compris celles des Blackfeet, il n'y a pas de pronoms sexués, il n'y a pas de « il/elle », il n'y a que « they ». Mon utilisation du pronom they est en partie une façon de décoloniser le genre pour moi-même »,,. Gladstone s'identifie comme middle-gendered et est membre de la communauté LGBTQ,.

## Filmographie

### Cinéma

#### Longs métrages
- 2012 : Jimmy P. (Psychothérapie d'un Indien des Plaines) (Jimmy P: Psychotherapy of a Plains Indian) d'Arnaud Desplechin : Une femme
- 2013 : Winter in the Blood d'Alex Smith et Andrew J. Smith : Marlene
- 2015 : Subterranea de Matthew Miller : Heather
- 2016 : Certaines femmes (Certain Women) de Kelly Reichardt : Jamie
- 2016 : Buster's Mal Heart de Sarah Adina Smith : la concierge
- 2017 : Walking Out d'Alex Smith et Andrew J. Smith : Lila
- 2017 : The Thin Line de Neil Thompson : Darla Dietrich
- 2019 : First Cow de Kelly Reichardt : la femme du facteur
- 2020 : Freeland de Mario Furloni et Kate McLean : Mara
- 2020 : Two Eyes de Travis Fine : Enola
- 2022 : Quantum Cowboys de Geoff Marslett : Linde (voix)
- 2022 : The Unknown Country de Morrisa Maltz : Tana (également coscénariste)
- 2022 : The Last Manhunt de Christian Camargo : Maria
- 2023 : Killers of the Flower Moon de Martin Scorsese : Mollie Burkhart
- 2023 : Fancy Dance d'Erica Tremblay : Jax
- 2024 : Jazzy : Tana[14]
- 2025 : The Wedding Banquet d'Andrew Ahn : Liz[15]
- 2025 : The Memory Police[16],[17]

#### Courts métrages
- 2012 : Universal VIP de Gyasi Ross et Ken White : Thelma
- 2020 : Little Chief d'Erica Tremblay : Sharon

#### Séries télévisées
- 2017 / 2020 : Room 104 : l'opératrice du 911 (voix) / Abby
- 2019 - 2023 : Billions : Roxanne
- 2022 - 2023 : Reservation Dogs : Hokti
- 2023 - 2024 : Under The Bridge : Cam Bentland (8 épisodes)[18]

## Distinctions

### Récompenses
Pour Certaines femmes (Certain Women)
- Atlanta Film Critics Society Awards 2016 : meilleure actrice dans un second rôle
- Boston Society of Film Critics Awards 2016 : meilleure actrice dans un second rôle
- Chicago Film Critics Association Awards 2016 : meilleure actrice dans un second rôle
- Florida Film Critics Circle Awards 2016 : meilleure actrice dans un second rôle
- Gotham Independent Film Awards 2016 : meilleure révélation féminine de l'année
- Los Angeles Film Critics Association Awards 2016 : meilleure actrice dans un second rôle
- National Society of Film Critics Awards 2016 : meilleure actrice dans un second rôle
- New York Film Critics Circle Awards 2016 : meilleure actrice dans un second rôle
- Online Film Critics Society Awards 2016 : meilleure actrice dans un second rôle
- San Diego Film Critics Society Awards 2016 : meilleure révélation féminine, meilleure actrice dans un second rôle
- San Francisco Film Critics Circle Awards 2016 : meilleure actrice dans un second rôle
- St. Louis Film Critics Association Awards 2016 : meilleure actrice dans un second rôle
- Chlotrudis Awards 2017 : Chlotrudis Award de la meilleure actrice dans un second rôle

Pour Killers of the Flower Moon
- Golden Globes 2024 : Meilleure actrice dans un film dramatique

### Nominations
- Oscars 2024 : Meilleur actrice pour Killers of the Flower Moon